# Esther Llamazares
María Esther Llamazares Domingo (n. Oviedo, 1970) es una política española, concejala del Partido Popular en el Ayuntamiento de Avilés y secretaria general del Partido Popular en Avilés. Fue  la cabeza de lista de dicho partido en las elecciones generales del 23 de julio de 2023 por la circunscripción de Asturias
Es Experto Universitario en Protocolo y Ceremonial por la Universidad de Oviedo (2011) y estudió Derecho en la Universidad Nacional de Educación a Distancia (2015-2020), pero no se graduó. Fue Directora de Marketing y Publicidad del Real Oviedo entre agosto de 2012 y enero de 2014, y directora general del Real Avilés entre 2014 y 2015.

## Trayectoria política
En las elecciones municipales de 2015 fue elegida concejal en el Ayuntamiento de Avilés por el Partido Popular.
Se presentó como candidata a la alcaldía de Avilés en las elecciones municipales de 2019. Su formación obtuvo cuatro concejales de los 25 que conforman el Ayuntamiento de Avilés. Volvió a ser candidata en las elecciones municipales del 28 de mayo de 2023, en las que obtuvo 9 concejales.
El 12 de junio fue anunciada como la cabeza de lista del PP en las elecciones generales del 23 de julio de 2023 por la circunscripción de Asturias. El 17 de junio recogió el acta de concejal del Ayuntamiento de Avilés por tercera vez.